# M-209 (carretera)
La M-209 es una carretera de la Red Secundaria de la Comunidad de Madrid (España). Con una longitud de 18,65 km, une Arganda del Rey con Villar del Olmo.

## Trayecto
Esta carretera recorre los municipios de Arganda del Rey, Campo Real y Villar del Olmo.

## Tráfico
Según las estadísticas de tráfico, en 2023 la intensidad media diaria en el tramo entre Arganda y Campo Real alcanzaba la cifra de 12131 vehículos diarios, con casi un 10,6 % de tráfico de camiones. El tramo entre Campo Real y Villar del Olmo registraba una IMD de 5408 vehículos, con un 8,8 % de tráfico de camiones.
En los últimos años se han llevado a cabo diversas mejoras en cuestión de seguridad y comodidad.